# ISO 3166-2:IN
Pour un article plus général, voir ISO 3166-2.
ISO 3166-2:IN est la nomenclature des principales subdivisions de l'Inde dans la codification ISO 3166-2.

## États (28)
Cliquez sur le bouton dans l'en-tête d'une colonne pour la trier
| Code ISO 3166-2 | État              | État                        |
| Code ISO 3166-2 | Nom anglais       | Nom français (non officiel) |
| --------------- | ----------------- | --------------------------- |
| IN-AP           | Andhra Pradesh    | Andhra Pradesh              |
| IN-AR           | Arunāchal Pradesh | Arunachal Pradesh           |
| IN-AS           | Assam             | Assam                       |
| IN-BR           | Bihār             | Bihar                       |
| IN-CG           | Chhattīsgarh      | Chhattisgarh                |
| IN-GA           | Goa               | Goa                         |
| IN-GJ           | Gujarāt           | Gujarat                     |
| IN-HP           | Himāchal Pradesh  | Himachal Pradesh            |
| IN-HR           | Haryāna           | Haryana                     |
| IN-JH           | Jhārkhand         | Jharkhand                   |
| IN-KA           | Karnātaka         | Karnataka                   |
| IN-KL           | Kerala            | Kerala                      |
| IN-MH           | Mahārāshtra       | Maharashtra                 |
| IN-ML           | Meghālaya         | Meghalaya                   |
| IN-MN           | Manipur           | Manipour                    |
| IN-MP           | Madhya Pradesh    | Madhya Pradesh              |
| IN-MZ           | Mizoram           | Mizoram                     |
| IN-NL           | Nāgāland          | Nagaland                    |
| IN-OD           | Odisha            | Odisha                      |
| IN-PB           | Punjab            | Penjab                      |
| IN-RJ           | Rājasthān         | Rajasthan                   |
| IN-SK           | Sikkim            | Sikkim                      |
| IN-TN           | Tamil Nādu        | Tamil Nadu                  |
| IN-TR           | Tripura           | Tripura                     |
| IN-TS           | Telangāna         | Telangana                   |
| IN-UK           | Uttarakhand       | Uttarakhand                 |
| IN-UP           | Uttar Pradesh     | Uttar Pradesh               |
| IN-WB           | West Bengal       | Bengale-Occidental          |

## Territoires de l’Union (8)
| Code ISO 3166-2 | Territoire de l’Union                    | Territoire de l’Union                 |
| Code ISO 3166-2 | Nom anglais                              | Nom français (non officiel)           |
| --------------- | ---------------------------------------- | ------------------------------------- |
| IN-AN           | Andaman and Nicobar Islands              | Îles Andaman-et-Nicobar               |
| IN-CH           | Chandigarh                               | Chandigarh                            |
| IN-DH*          | Dādra and Nagar Haveli and Damān and Diu | Dadra et Nagar Haveli et Daman et Diu |
| IN-DL           | Delhi                                    | Delhi                                 |
| IN-JK           | Jammu and Kashmīr                        | Jammu-et-Cachemire                    |
| IN-LA           | Ladākh                                   | Ladakh                                |
| IN-LD           | Lakshadweep                              | Lakshadweep                           |
| IN-PY           | Puducherry                               | Pondicherry                           |

## Mises à jour
- ISO 3166-2:2002-05-21, bulletin d’information n° I-2
- ISO 3166-2:2002-08-20, bulletin d’information n° I-3
- ISO 3166-2:2002-12-10, bulletin d’information n° I-4
- 2011-12-13 : Ajout des termes génériques administratifs locaux, mise en conformité de l'ISO 3166-2 avec les langues officielles, ajout d’une remarque et mise à jour de la liste source (extrait de ISO 3166-2:2011-12-13 corrigé, bulletin d’information n° II-3).
- 2014-10-30 : Ajout d'un État IN-TG, modification de l'orthographe d'IN-OR; mise à jour de la Liste Source et Code Source.
- 2019-11-22 : Modification de la catégorie de subdivision remplacer État par territoire de l’Union; Ajout d'un territoire de l’Union IN-LA; Mise à jour de la Liste Source
- 2020-11-24 : Suppression du territoire de l’Union IN-DD, IN-DN; Ajout du territoire de l’Union IN-DH; Correction de l'orthographe de IN-AR, IN-BR, IN-CH, IN-CT, IN-DH, IN-GJ, IN-HP, IN-HR, IN-JH, IN-JK, IN-KA, IN-LA, IN-MH, IN-ML, IN-NL, IN-RJ, IN-TG, IN-TN, IN-UT; Ajout du système de romanisation " Indian System of Transliteration"; Mise à jour de la Liste Source; Correction du Code Source
- 2023-11-23 : Modification du code de subdivision remplacer IN-OR par IN-OD, IN-CT par IN-CG, IN-TG par IN-TS, IN-UT par IN-UK; Suppression de l’astérisque de IN-JH; Mise à jour du Code Source

## Sources, notes et autres références
- ISO Online Browsing Platform